# Neoplocaederus granulatus
Neoplocaederus granulatus là một loài bọ cánh cứng trong họ Cerambycidae.